# Tên người Indonesia
Tên người Indonesia và phong tục đặt tên phản ánh bản chất đa văn hóa, đa ngôn ngữ của một quốc gia quần đảo với hơn 17.000 hòn đảo kéo dài trong một vòng cung dọc theo Xích đạo, mà chỉ có 6.000 đảo trong số đó đang có dân sinh sống. Đây là quốc gia đông dân thứ tư thế giới gồm khoảng 365 bộ tộc, dân tộc, khiến cho Indonesia không có đối thủ về sự đa dạng dân tộc, tôn giáo, và ngôn ngữ. Có hơn sáu mươi các nhóm dân tộc được công nhận ở quốc gia này với nền văn hóa, phong tục và ngôn ngữ riêng, trong đó tiếng Java là nhóm lớn nhất (45%).
Ngoài các chức vụ thông thường và chức danh nghề nghiệp, thông thường người ta thêm pak hoặc bapak và saudara khi gọi đàn ông, và bu hoặc ibu khi gọi phụ nữ. Pak và bapak được dịch theo nghĩa đen là "cha". Bapak thì chính thức hơn. Saudara là một cách gọi thể hiện sự tôn trọng lớn hơn và hình thức hơn, với nghĩa trực dịch là "người thân tộc". Ibu nghĩa là "mẹ" và được sử dụng tương tự như các từ tiếng Anh "ma'am" và "lady". Nếu bạn không biết tên của một người, bạn có thể gọi một người đàn ông Indonesia là Bapak hoặc một người phụ nữ Indonesia là Ibu. Một cách không chính thức để gọi người lớn tuổi là gọi họ là oom và tante, trong đó có nghĩa lần lượt là "chú" và "cô (dì)". Các cách gọi này chịu ảnh hưởng của Hà Lan khá thường được sử dụng tại các thành phố lớn.
Phần lớn người Indonesia không có họ như các dân tộc khác trên thế giới. Nhìn chung, có thể phân cách đặt tên người Indonesia thành các nhóm sau theo thứ tự mức phổ biến giảm dần:
- Tên chỉ gồm 1 chữ, như Sukarno và Suharto;
- Tên gồm 2 chữ hoặc nhiều hơn nhưng không có chữ nào là tên họ, như Susilo Bambang Yudhoyono;
- Tên gồm 2 chữ hoặc nhiều hơn và có bao gồm tên họ, như Abdul Haris Nasution (Nasution là họ) hoặc Liem Swie King (Liem là họ);
- Tên gồm 2 chữ hoặc nhiều hơn và bao gồm một chữ vốn là tên cha hoặc ông của người mang tên này, như Megawati Sukarnoputri (gồm chữ Sukarno vốn là tên cha) hay Abdurrahman Wahid (gồm chữ Wahid vốn là tên cha, Wahid Hasyim).